# Chipre en los Juegos Olímpicos de Barcelona 1992
Chipre estuvo representado en los Juegos Olímpicos de Barcelona 1992 por un total de 17 deportistas que compitieron en 8 deportes.  
El portador de la bandera en la ceremonia de apertura fue el atleta Marios Jatziandréu. El equipo olímpico chipriota no obtuvo ninguna medalla en estos Juegos.